# Sant’Angelo (Rione)

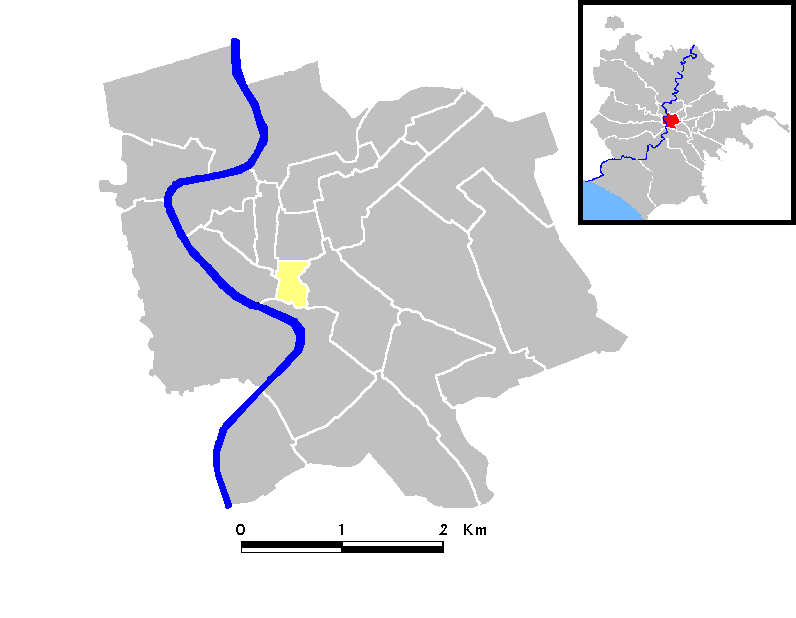
Sant’Angelo (Rione)

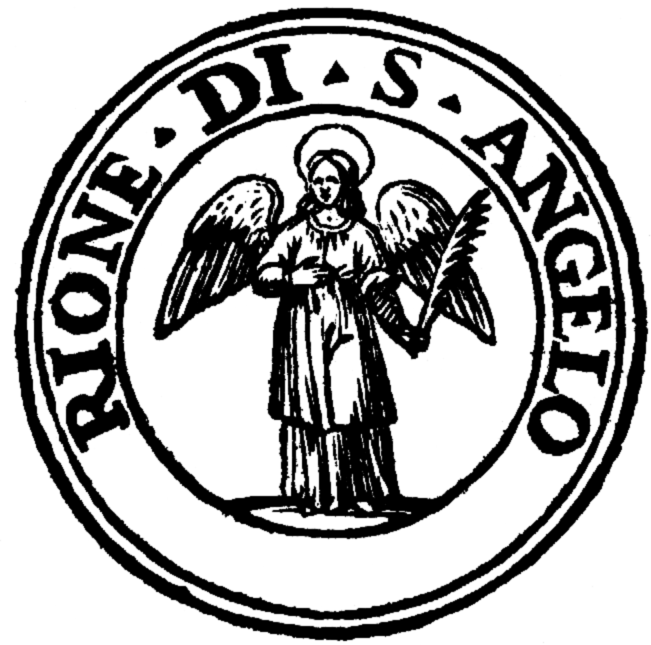
Wappen von Sant’Angelo

Sant’Angelo ist der XI. und flächenmäßig kleinste Rione (Stadtteil) von Rom. Er liegt auf dem linken Ufer des Tiber, gegenüber der Tiberinsel.

## Geschichte
Der heutige Name des Viertels stammt von der kleinen Kirche Sant’Angelo in Pescheria. In der Kaiserzeit war das Gebiet Teil der IX Regio Circus Flaminius, die nach dem gleichnamigen Circus benannt war. Auf dem Gebiet des heutigen Rione befanden sich außerdem die Portikus der Oktavia und des Philippus.
1555 wurde hier das Ghetto für die Juden Roms eingerichtet.

## Weblinks

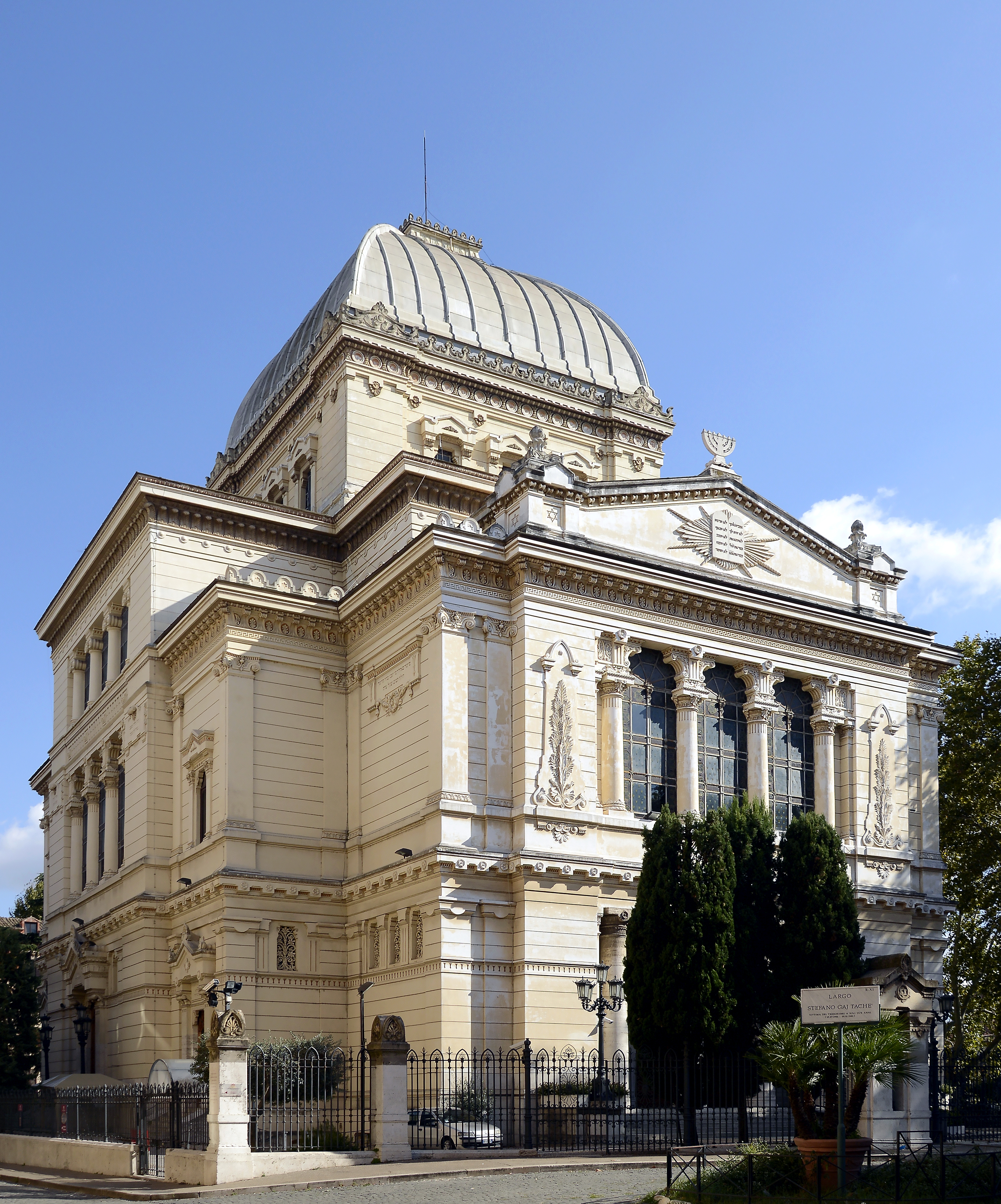
Große Synagoge von Rom

## Wappen
Das Wappen zeigt einen Engel.